# Serua (berg)
Serua (Indonesisch: Gunung Serua) is een Indonesische stratovulkaan en tevens eiland in de Bandazee in de provincie Molukken.